# 荒井山
荒井山（あらいやま）は、北海道札幌市中央区宮の森に位置する山。標高は185メートル。山名は土地の所有者だった荒井保吉に由来する。
山と言っても実際には、大倉山の東側に扇状に広がる丘陵でしかないが、琴似川をはさんで相対する神社山とともにスキーの適地として知られていた。戦後に札幌市が買い上げて公園化し、季節を問わず市民から憩いの場として利用されている。その一方で平成年間に入るころには、かつて木々が繁っていた周辺はすっかり宅地化された。

## 荒井山スキー場
荒井山がスキー場としての知名度を上げたのは、1928年（昭和3年）の秩父宮雍仁親王の来訪と、翌年のシャンツェ建設からである。
1938年（昭和13年）発行の『スキー北海道』では「照明設備が整って広大な夜間練習場」と紹介されていた。
1956年（昭和31年）、北海道初の一般人向けリフトが設置される。リフト設置時期は藻岩山の札幌スキー場のほうが先行しているが、これは進駐軍のアメリカ人向けのものだった。
長年にわたり市民に親しまれていたが、郊外により大型のスキー場ができると利用者数は減少していき、2000年（平成12年）をもって休止した。

## 荒井山シャンツェ
現存する札幌市最古のスキージャンプ台で、改修と改名を重ねながら利用され続けている。
1928年（昭和3年）2月、秩父宮雍仁親王が冬の道民生活の視察かたがた、札幌近郊の山々やニセコでのスキーを楽しむために来道。その際秩父宮雍仁親王は、「将来日本でオリンピックを開催するとしたら、山が近い上、雪質に恵まれ、しかも大都会で大学もある札幌において他にない。そのためにはオリンピック用のシャンツェが必要だ。良い場所を見つけ、設計をして送ってくれれば、私が造れるようお世話しよう」と周囲の者に構想を残すが、当時の日本国内はオリンピック級のジャンプ台を設計する者などいない状況であった。そこで、当時の全日本スキー連盟会長稲田昌植と木原均（ともに北大スキー部ＯＢ）が、秩父宮雍仁親王にその旨申し出たところ、大倉喜七郎を通じスキーの先進国ノルウェーから専門家を招き設計を依頼することになる。口添えの元、同時期京都滞在中だったノルウェー公使に専門家招聘を依頼したところ承諾され、その1カ月半後に、ノルウェースキー界の重鎮でありシャンツェ構築の世界的権威者のヘルセット中尉が来日することになる。
1929年（昭和4年）12月、ノルウェーのスキー指導者ヘルセット中尉の指導を受けて広田戸七郎が設計した、木で櫓を組んで作った40メートル級のものである。これは秩父宮と高松宮宣仁親王の来訪にちなんで「荒井山記念シャンツェ」と名づけられた。
1940年（昭和15年）1月、北海タイムス社の出資により改修が行われ、45メートル級の「タイムス記念飛躍台」となった。
1954年（昭和29年）、森永製菓が鉄骨で改造したシャンツェを寄贈したため「森永記念シャンツェ」と呼ばれるようになった。
1973年（昭和48年）、25メートル級シャンツェを新設。1981年（昭和55年）11月には、K点50メートルのミディアムヒルとK点25メートルのスモールヒルの2基体制となった。
スキー場の閉鎖後もシャンツェは機能しており、2001年（平成13年）から2003年10月までの3か年をかけて、全面改修が行われた。サマーヒル化された、K点55メートルのミディアムヒルとK点25メートルのスモールヒルの2基体制で、主に小中学生によって利用されている。

### 交通アクセス
札幌市営地下鉄東西線円山公園駅より、ジェイ・アール北海道バス円14「荒井山」下車

## ギャラリー

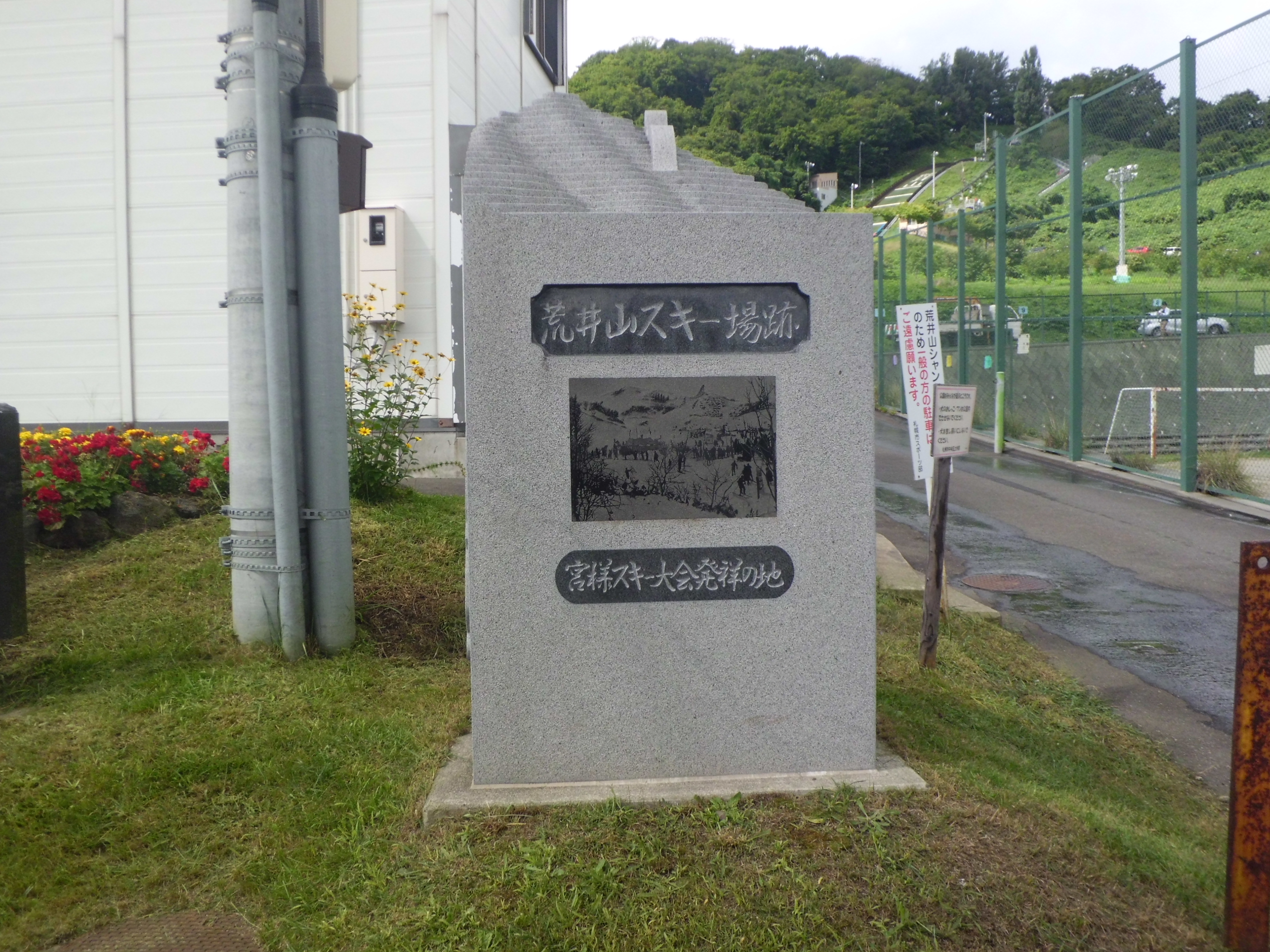
「荒井山スキー場跡地」碑
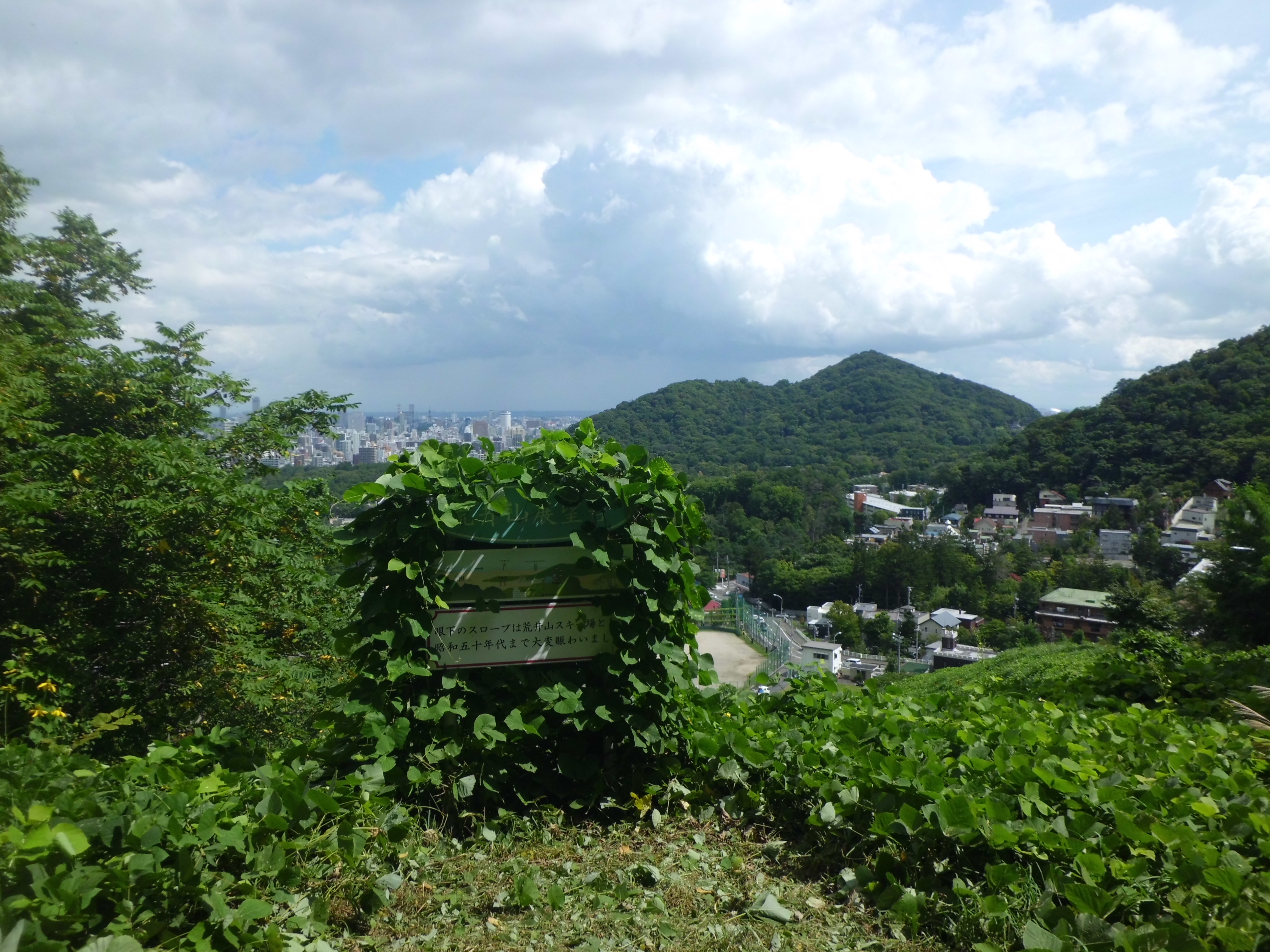
展望台。この下の斜面がゲレンデだった。
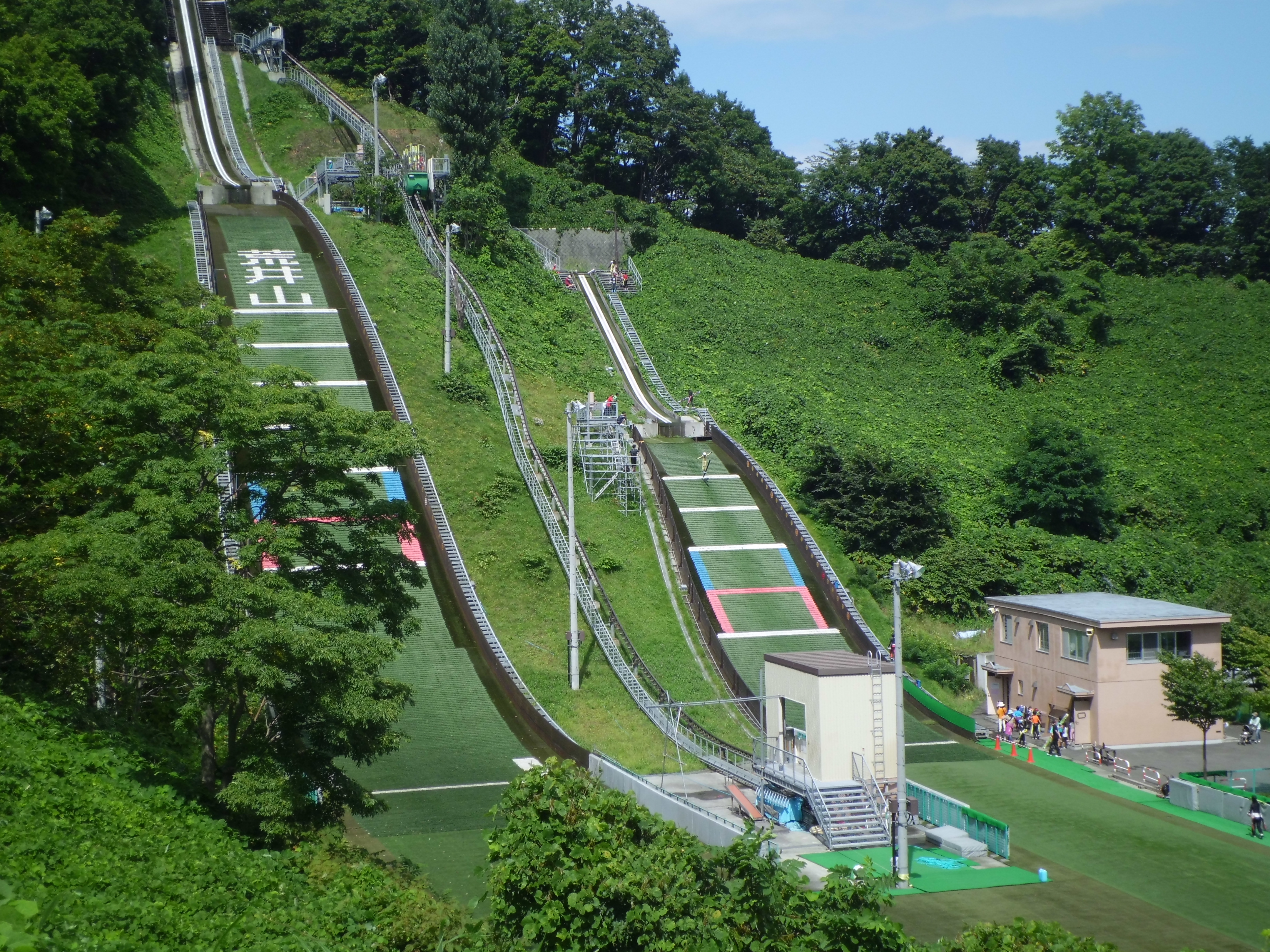
荒井山シャンツェ